# Pasicrisie
À ne pas confondre avec la Pasinomie, recueil de législation de Belgique.
La Pasicrisie est un recueil de jurisprudence belge, souvent abrégé Pas. dans les citations dans la littérature juridique. Une publication homonyme existe également au Luxembourg. Cette dernière publication comprend, outre des décisions de justice, des analyses et commentaires.
À l'origine, ce recueil portait le titre  "Pasicrisie ou Recueil général de la jurisprudence des cours de France et de Belgique, en matière civile, commerciale, criminelle, de droit public et administratif, depuis l'origine de la Cour de cassation, jusqu'à ce jour". 
Depuis 1814, la Pasicrisie belge est le recueil général de la jurisprudence des cours et tribunaux de Belgique, à laquelle est venue se joindre la jurisprudence du Conseil d'État. 
Depuis 1998, la Pasicrisie belge ne reprend cependant plus que les arrêts de la Cour de cassation, rebaptisée ainsi : "Pasicrisie belge, contenant les arrêts rendus par la Cour de cassation ainsi que les discours prononcés devant elle".
Ce recueil est publié par les Éditions Bruylant, marque du Groupe Larcier.